# BBCプロムス

BBCプロムスのロゴ

BBCプロムス（The Proms、BBCプロムナードコンサート）は、イギリス・ロンドンで毎年夏に開催される、8週間に及ぶ一連のクラシック音楽コンサート・シリーズである。正式には「ヘンリー・ウッド・プロムナード・コンサート（Henry Wood Promenade Concerts）」とされる。
1895年より開催されており、主にロイヤル・アルバート・ホールなどで行われるコンサートやその他のイベントで構成されており、最終夜「Last Night of the Proms」は全英各地の公園で同時生中継イベントも開催されている。

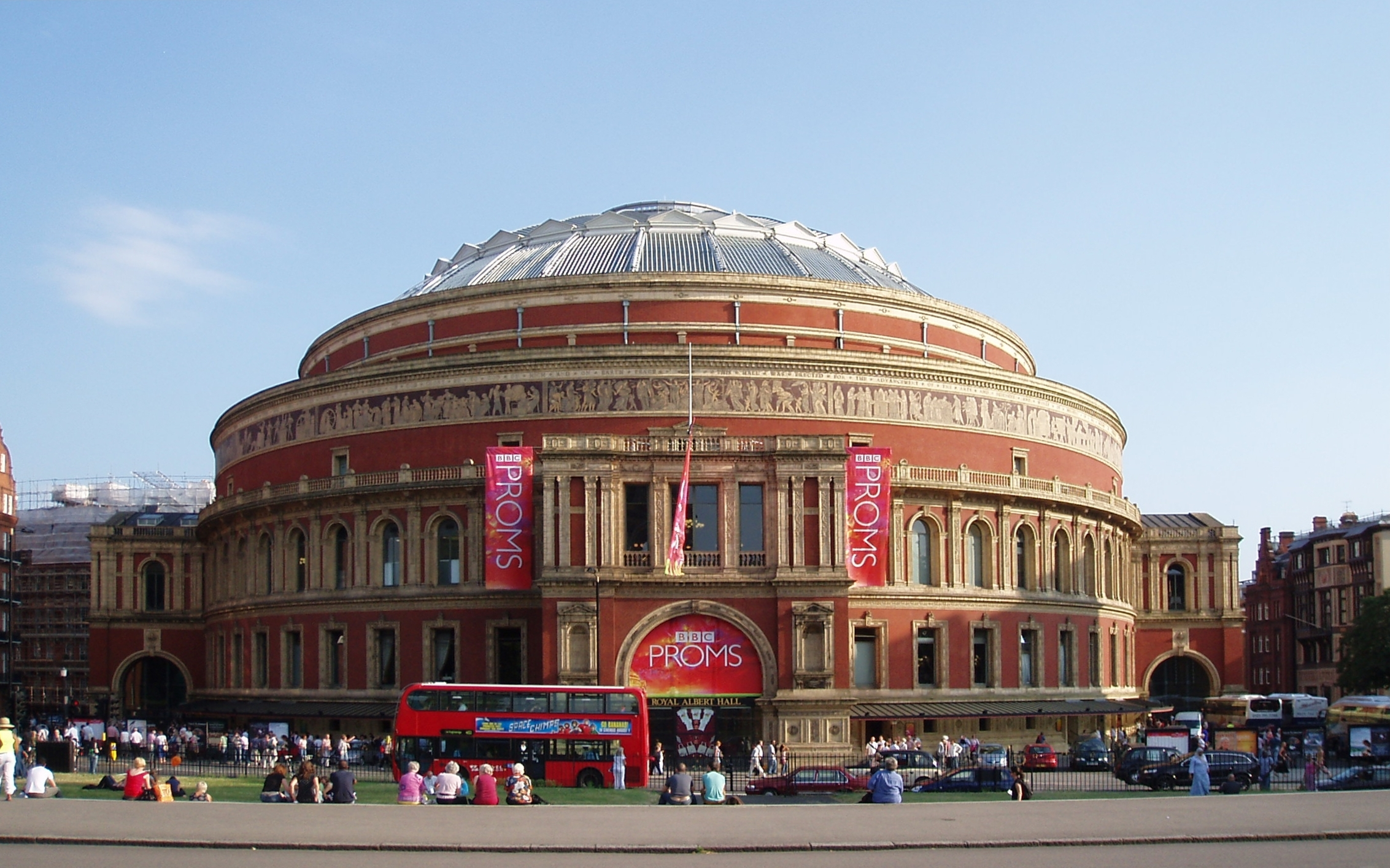
会場であるロイヤル・アルバート・ホール

## 概要

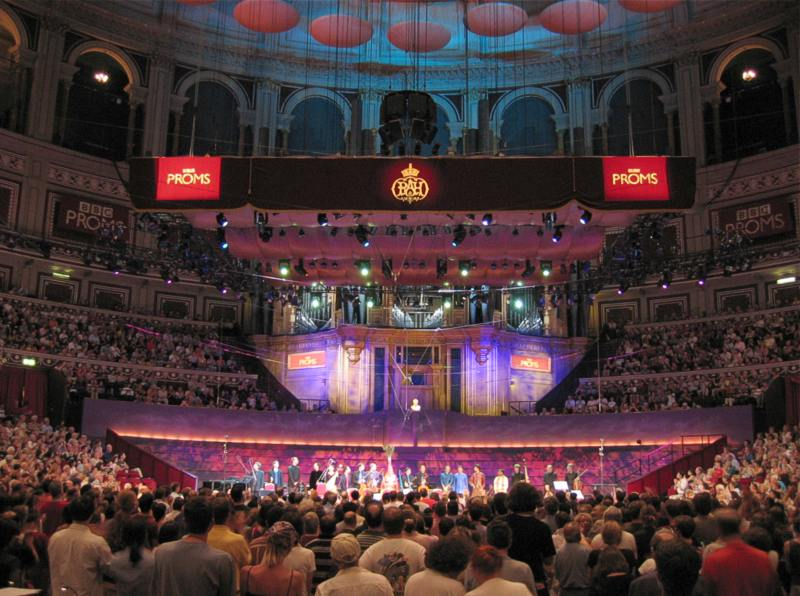
プロムス・コンサート。画面中央、オルガンの前にはヘンリー・ウッドの胸像が小さく写っている（2004年）

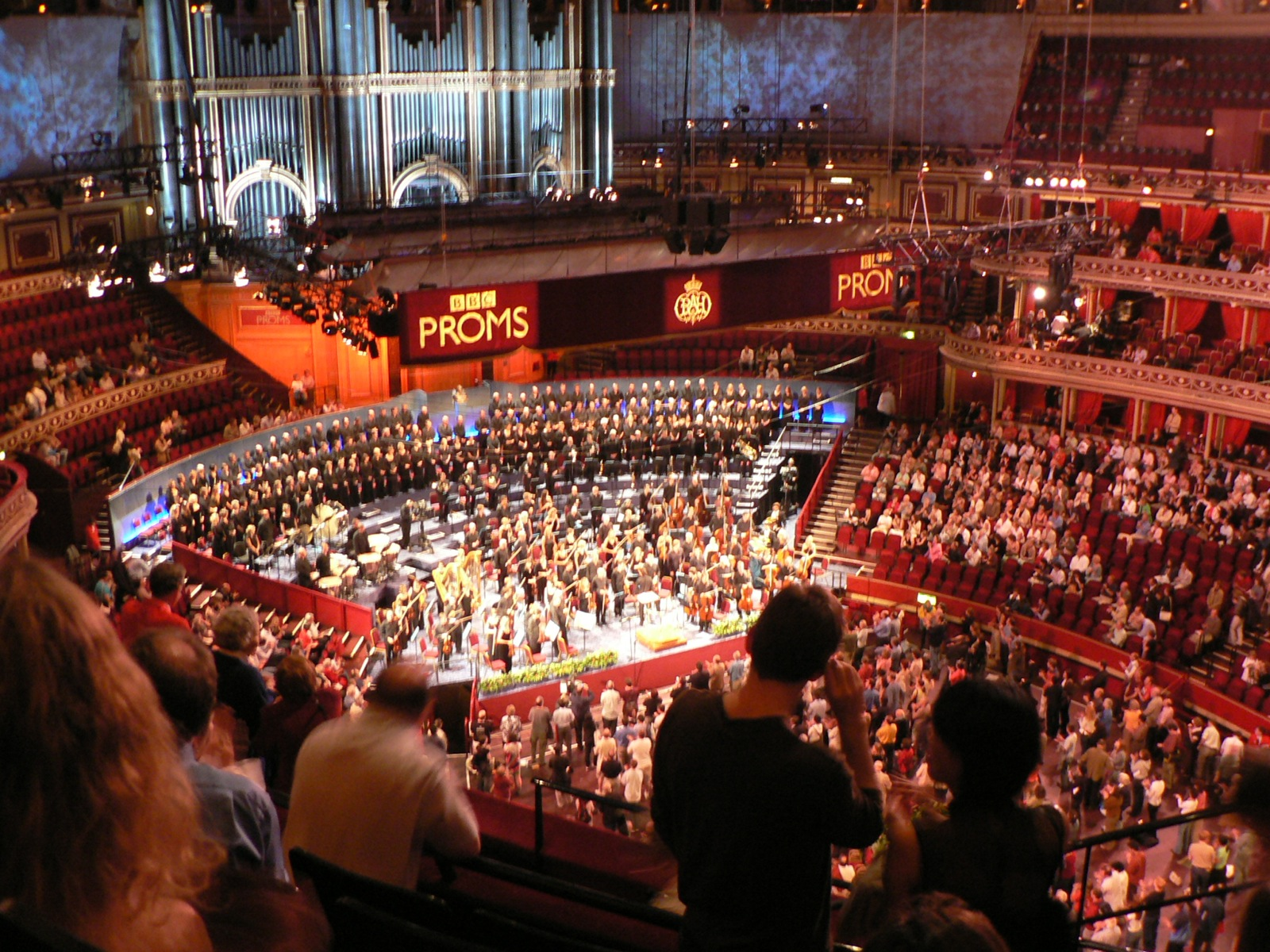
プロムス・コンサート（2005年）

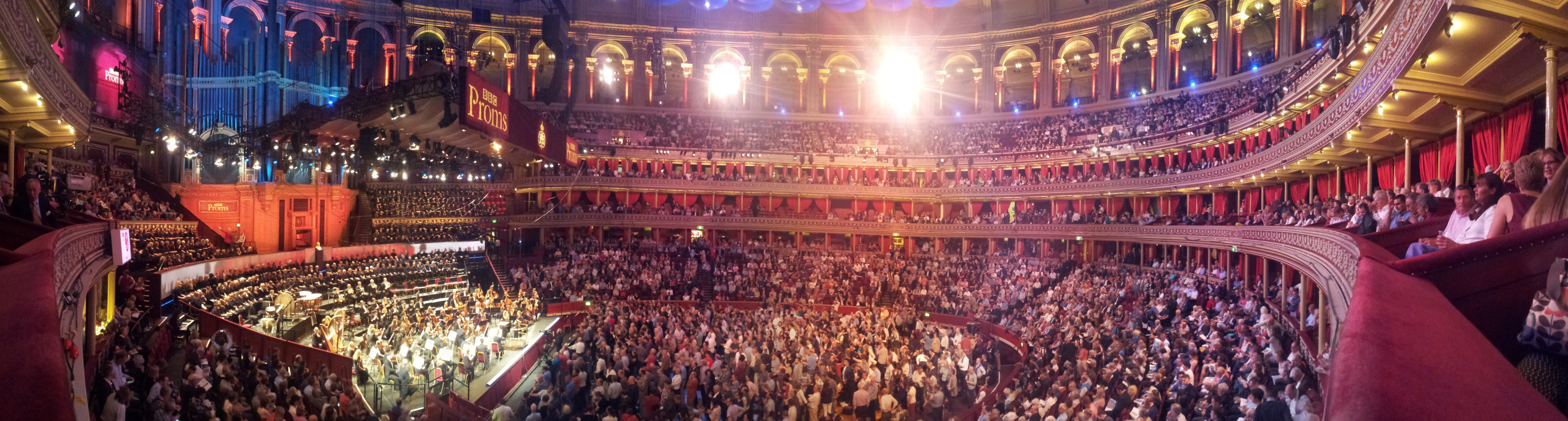
プロムス・コンサート（2015年）

プロムスは、ロンドンのサウス・ケンジントン近隣、シティ・オブ・ウェストミンスターにあるロイヤル・アルバート・ホールを中心に100以上のイベントが行われる、世界最大のクラシック音楽祭である。
プロムス（Proms）は「プロムナード・コンサート」の略であり、その語はこのコンサート開始当初に聴衆がそぞろ歩いていた（promenading）という習慣に由来している。今日では噴水のオブジェが中央に設けられたギャラリー席およびアリーナ席の立見区画（チケットは通常席と比べて廉価である）での聴衆の行動を"Promming"なる語で形容したりもする。一部の例外を除けば、こうした立見席のチケットはコンサート当日のみの発売となっているため、人気演奏家あるいは著名作品の演奏においてはチケットを求める長い列ができることになる。
足繁く通う「プロマー」は当日売りでなく、1シーズン通し、あるいは半シーズン通しのチケットを購入することも可能だが、立見区画内での立ち位置の指定まではできない。プロマーの中には皆勤に執心する人たちも多く、全コンサートを聴いた記念のバッジあるいはTシャツを身に着けている者もいる。1997年のBBCのテレビ・ドキュメンタリー「モダン・タイムス」ではこうした熱狂的聴衆を特集した。

## 歴史
1895年8月10日、最初の「プロムス」コンサートが、ロンドンのランガム・プレイスにあったクイーンズ・ホールで開催された。
プロムスを企画したロバート・ニューマンの考えは、「通常はクラシック音楽のコンサートを訪れないような人々も、チケットが安く、より親しみやすい雰囲気であれば魅力を感じてくれるのではないか」、というものだった。こうして当初は「Promenading（歩き回る）」だけでなく、飲食および喫煙がすべて自由とされた。
指揮者ヘンリー・ウッドは第1回のコンサートから参加しており、回を重ねるに従ってレパートリーの拡大に貢献し、プロムスを世界的に有名にした立役者となった。
1920年代までには、それまでのよりポピュラーで、かつ演奏の容易な曲目から、同時代の作曲家、例えばドビュッシー、リヒャルト・シュトラウス、ヴォーン・ウィリアムズなどの作品が演奏されるまでになった。ウッドの功績を記念して、彼のブロンズ製の胸像はプロムス開催期間にはオルガンの前に据えられる（本来は王立音楽アカデミーに収蔵されているもの）。
1927年以降、プロムスの運営は、当時クィーンズ・ホール向いのブロードキャスティング・ホールに本部を置いていたBBCが引き継いだ。
1930年にはBBC交響楽団が組織され、プロムスの中心的オーケストラとなった。この頃は、月曜日はヴァーグナー、金曜日はベートーヴェンといったように、特定の曜日に特定の作曲家を特集するような編成がとられており、日曜日は休演となっていた。
1939年9月、イギリスが第二次世界大戦に参戦すると、戦時体制下に置かれたBBCは運営から撤退したが、プロムス自体は民間のスポンサーを得て続行した。これは1941年に、クィーンズ・ホールが空襲で破壊されるまで継続する。
1942年からは、現在と同じロイヤル・アルバート・ホールに開催地が変更され、BBCが再び運営に当たることになった。
第二次世界大戦後の経済困窮時も継続され、1950年代以降、客演オーケストラ数は次第に増加、また1963年のレオポルド・ストコフスキー、ゲオルク・ショルティ、カルロ・マリア・ジュリーニなど国際的な指揮者、またモスクワ放送交響楽団を初めとしてイギリス国外オーケストラの出演も活発となった。
中心的なレパートリー演目、古典的な曲目と並んで、プロムスでは特に委嘱した新作音楽の初演も数多く行われている。よりよい形態を目指しての改革も継続中であり、近年では開演前のトーク・ショー、ランチタイムの室内楽コンサート、子供のためのプロムス、プロムス・イン・ザ・パークなどの新企画が登場している。エサ＝ペッカ・サロネン、レベッカ・サンダース、藤倉大などに委嘱をしたり、めったにイギリスでは演奏されないベルント・アロイス・ツィンマーマンの「ディアローグ」を演奏するなど、現代音楽への啓蒙的な側面を多く持っている。2022年には史上初めてゲーム音楽が演奏された。
しかし2022年は女王陛下の崩御により当日夜及びラストナイト含む残りの公演が中止。
イギリス国内では、BBCラジオ3でプロムスの全てのコンサートが生中継され、またテレビでもBBC4チャンネル、あるいはBBC1（主チャンネル）やBBC2での中継放映も多い。BBCプロムス・ウェブサイトでライブ中継を聴取することも可能である。また、最終夜（以下で詳述）は、日本のBSプレミアムなど、多くの国と地域の放送局で中継で放送されている。

## 最終夜「Last Night of the Proms」
イギリス国内ではその模様はBBC2チャンネルで前半、BBC1チャンネルで後半部分が中継されるのが通例となっている。
伝統的に最終夜はより軽く、くつろいだ傾向の構成で、初めにポピュラーなクラシックの曲目、続いて第2部の最後に一連の愛国的な曲である「ルール・ブリタニア」、ヒューバート・パリーの「ジェルサレム」（ウィリアム・ブレイクの詞による）、エドワード・エルガーの行進曲「威風堂々」第1番（「希望と栄光の国」）、国歌「国王陛下万歳」が演奏される。（この4曲は必ず演奏される。）近年は「人生ひとりではない」も頻繁に演奏されている。
当夜のチケットの人気は高い。それ以外のコンサートの少なくとも5回のチケット購入を行うこと（「Five-Concert Rule」と呼ばれる）が最終夜のチケットを獲得するための条件となっている。そして「プロマー」たちは当日のより良い立ち位置を確保するため、早くから行列（しばしば徹夜）することとなり、こういったことが否が応でも雰囲気を盛り上げていく。加えて、素敵に着飾ることも恒例である。ディナー・ジャケットの者もあり、サッカーのイングランド代表チームのユニフォームを着用する者もあり、愛国的な語句を並べたTシャツを着用する者もあり、さらに国や地域などの旗や風船、クラッカーを持って入場することも自由である。
一連の愛国的な曲は、旗を持つ者はそれを振り、聴衆全員で歌うのが慣例となっている。特に「ルール・ブリタニア」と「希望と栄光の国」の歌詞がつけられた「威風堂々第1番」はサビの部分は必ずアンコールとなる。古くからの最終夜の定番の1つであるヘンリー・ウッドの「イギリスの海の歌による幻想曲（英語: Fantasia on British Sea Songs）」が演奏されるときは「水兵のホーンパイプ」の楽章も必ずアンコールされる。最後の最後に場内の全員が起立してイギリス国歌「ゴッド・セーヴ・ザ・キング（クイーン）」を斉唱し、この時は楽団員も起立したまま演奏する。その後聴衆と舞台上の合唱団が隣の人と腕を組み、楽器演奏なしで「Auld Lang Syne（蛍の光）」を歌うことが慣例である。
最近は一連の愛国的な曲や国歌の演奏時にヘンリーウッドの胸像を中心にイギリス国旗（ユニオン・フラッグ）をあしらった照明が大きく投影されるようになった。この時ソリストが歌唱する場合は、衣装のデザインを愛国的にしたり、愛国的なパフォーマンスを行うこともしばしばである。
例えば2008年のブリン・ターフェル（ウェールズ人）は袖にアイルランドとスコットランドの旗、襟にイングランドの旗とイギリス国旗、胴にウェールズの旗（ア・ドライグ・ゴッホ）をあしらった衣装を着用、2009年のサラ・コノリーはネルソン提督の衣装（当然ながらレプリカ）を着用し、刀身がイギリス国旗になっているサーベルを抜いて振る、2011年のスーザン・ブロック（英語: Susan Bullock）は、ユニオン・フラッグと連合王国を構成する4ヵ国の国花を胸甲・盾・兜にあしらった女神の衣装に槍を持つ、といったものであった。イギリス人以外が歌唱する場合もイギリス国旗をあしらったり、イギリス国旗と歌唱者の祖国の国旗を組み合わせた衣装で歌うこともある。
当夜、ヘンリー・ウッドの胸像は「プロマー代表」の献ずる月桂冠で飾られ、またその代表はウッド卿の禿げ上がった額の汗を拭う仕草をする慣例である。
コンサートも終盤に差し掛かると、指揮者は時にユーモアを交えつつ音楽家と聴衆に感謝し、そのシーズン全体を貫くテーマを回顧するスピーチを述べる。また聴衆とともにヘンリー・ウッドを讃えること、プロマーに感謝の意を示すこと、プロムス期間中に集まった寄付の総額を報告すること、そして翌年のプロムス初日の日程の発表をすることも欠かさない。スピーチは1941年に起源がある。
会場のロイヤル・アルバート・ホールは毎回超満員となる。入りきれなかった人々およびロンドン近郊に居住していない人々に対する代償として、プロムス・イン・ザ・パークなる大画面テレビ中継が行われている。初めホールに隣接するハイド・パークのみで行われていたこの中継は、2005年よりベルファスト、グラスゴーおよびスウォンジーの各都市に拡大されている。各会場ともアルバート・ホールからのフィナーレ中継前の時間には独自のライブ・コンサートの催しがもたれている。これらの会場に集まる人々の総数は数万人に達する。
2004年までBBC交響楽団首席指揮者の座にあったレナード・スラットキンは、非植民地人及び非イギリス人（アメリカ人）として初めてプロムス最終夜のタクトを振ることになったが、「（イギリスに対する）ナショナリズムの横溢したこの最終夜の雰囲気を少しばかりでも緩和したい」との意向を表明していた。その意図のもと、2002年からは「ルール・ブリタニア」は「イギリスの海の歌による幻想曲」の一部として演奏されるようになった（1番のみが歌われる）が、スラットキンがBBC交響楽団を去った後はこの形式は必ずしも踏襲されていない。
なお、プロムス最終夜の指揮台に立ったスラットキン以外の非イギリス人は2020年現在、イルジー・ビエロフラーヴェク、デイヴィッド・ロバートソン、マリン・オールソップ、サカリ・オラモ、ダリア・スタセフスカである。2013年に初めて指揮をしたマリン・オールソップは同時にプロムス最終夜を指揮した初めての女性指揮者になった。
なおスラットキンの最終夜への初登場は2001年であり、これはイギリス人の犠牲者も多かったアメリカ同時多発テロ事件の僅か数日後に行われた。この年の最終夜は例年よりは内省的でおとなしい雰囲気の中で行われた（上述の一連の愛国的な3曲のうち「ジェルサレム」しか歌われなかった）。演奏プログラムにも若干の変更が加えられ、サミュエル・バーバーの「弦楽のためのアダージョ」も急遽挿入された。
2020年は、新型コロナウイルス感染症（COVID-19）の感染拡大の影響を受けて放送用の無観客公演のみが行われた。前述の通り2022年も中止。

### 最終夜の歴代指揮者
- ヘンリー・ウッド (1895 - 1939, 1941 - 1943)
- エイドリアン・ボールト (1945, 1946)
- ベイジル・キャメロン (1945)
- コンスタント・ランバート (1945)
- マルコム・サージェント (1947 - 1966)
- コリン・デイヴィス (1967 - 1969, 1970 - 1972)
- ノーマン・デル・マー (1973, 1975, 1983)
- チャールズ・グローヴズ (1974, 1976, 1978)
- ジェームス・ロッホラン (1977, 1979, 1981, 1982, 1984)
- チャールズ・マッケラス (1980)
- ヴァーノン・ハンドリー (1985)
- レイモンド・レッパード (1986)
- マーク・エルダー (1987, 2006)
- アンドルー・デイヴィス (1988, 1990 - 1992, 1994 - 2000, 2018[13])
- ジョン・プリッチャード (1989)
- バリー・ワーズワース (1993)
- レナード・スラットキン (2001 - 2004)
- ポール・ダニエル（英語版） (2005)
- イルジー・ビエロフラーヴェク (2007, 2010, 2012)
- ロジャー・ノリントン (2008)
- デイヴィッド・ロバートソン (2009)
- エドワード・ガードナー (2011)
- マリン・オールソップ (2013, 2015, 2023)
- サカリ・オラモ[14] (2014, 2016 - 2017, 2019, 2021)
- ダリア・スタセフスカ（英語版） (2020)

## 海外での開催
オーストラリアでは2016年にメルボルンで開催。17・19年にはアラブ首長国連邦ドバイでも行われたという。

### BBC Proms JAPAN 2019
2019年10月30日(水)から同年11月4日(月・振休)まで、日本の東京都及び大阪府でBBCプロムスが開催された。日本では初の開催である。BBCスコティッシュ交響楽団と同楽団首席指揮者トーマス・ダウスゴーのほか、各国のコンクール受賞歴を持つ海外アーティストおよび、三浦文彰（ヴァイオリニスト）、宮田大（チェリスト）、挾間美帆（ジャズ作編曲家）、葉加瀬太郎（ヴァイオリニスト）、森麻季（ソプラノ歌手）など実力派の日本人アーティストも複数出演。
会場はBunkamura オーチャードホール(東京)、ザ・シンフォニーホール(大阪)、渋谷エリア複数箇所。東京・渋谷の街頭でも「Proms Plus Outdoor Concerts」と銘打った無料コンサートが行われるほか、最終夜「Last Night of the Proms」は、BS朝日で2019年12月29日に放送された。
この「BBC Proms JAPAN 2019」では、大和証券グループの特別協賛により、BBC Proms名物の「プロミング・チケット」と呼ばれる大幅なディスカウントチケットの日本版として、10月30日 - 11月4日の全公演で席の一部が「Daiwaシート」（税込1,000円、全席指定、座席数に限りあり）として販売された。
更に2022年にも同様に実施された。